# Astacilla dilatata
Astacilla dilatata là một loài chân đều trong họ Arcturidae. Loài này được Sars miêu tả khoa học năm 1882.